# Oscar du meilleur scénario original
L’Oscar du meilleur scénario original (Academy Award for Best Original Screenplay) est une récompense cinématographique américaine décernée chaque année, depuis 1941 par l'Academy of Motion Picture Arts and Sciences (AMPAS), laquelle décerne également tous les autres Oscars.
Ce prix récompense les auteurs d'un scénario directement écrit pour l'écran et qui n'est donc pas inspiré d'œuvres publiées préalablement. Il vient compléter l’Oscar de la meilleure histoire originale décerné depuis 1929. À partir de 1958, les deux catégories sont fusionnées avant de ne plus récompenser, à partir de 1975 que le meilleur scénario original.
Une autre catégorie récompense parallèlement depuis l'origine le meilleur scénario adapté. Les trois catégories sont officiellement regroupées sous le vocable « Writing » (« écriture »).

## Palmarès
Note : L'année indiquée est celle de la cérémonie, récompensant les films sortis au cours de l'année précédente. Les lauréats sont indiqués en tête de chaque année et en caractères gras.
De 1929 à 1958 : catégorie sœur : Oscar de la meilleure histoire originale.

### Années 1940
- 1941 : Gouverneur malgré lui (The Great McGinty) – Preston Sturges
  - L'Ange de Broadway (Angels Over Broadway) – Ben Hecht
  - La Balle magique du Docteur Ehrlich (Dr. Ehrlich's Magic Bullet) – Norman Burnside, Heinz Herald et John Huston
  - Correspondant 17 (Foreign Correspondent) – Charles Bennett et Joan Harrison
  - Le Dictateur (The Great Dictator) – Charles Chaplin
- 1942 : Citizen Kane – Herman J. Mankiewicz et Orson Welles
  - Le Diable s'en mêle (The Devil and Miss Jones) – Norman Krasna
  - Sergent York (Sergeant York) – Harry Chandlee, Abem Finkel, John Huston et Howard Koch
  - Tall, Dark and Handsome – Karl Tunberg et Darrell Ware
  - Ses trois amoureux (Tom, Dick and Harry) – Paul Jarrico
- 1943 : La Femme de l'année (Woman of the Year) – Ring Lardner Jr. et Michael Kanin
  - Un de nos avions n'est pas rentré (One of Our Aircraft is Missing) – Michael Powell et Emeric Pressburger
  - En route vers le Maroc (Road to Morocco) – Frank Butler et Don Hartman
  - La Sentinelle du Pacifique (Wake Island) – W. R. Burnett et Frank Butler
  - The War Against Mrs. Hadley – George Oppenheimer
- 1944 : La Petite Exilée (Princess O'Rourke) – Norman Krasna
  - Air Force – Dudley Nichols
  - Ceux qui servent en mer (In Which We Serve) – Noel Coward
  - L'Étoile du Nord (The North Star) – Lillian Hellman
  - Les Anges de miséricorde (So Proudly We Hail!) – Allan Scott
- 1945 : Le Président Wilson – Lamar Trotti
  - Héros d'occasion (Hail the Conquering Hero) – Preston Sturges
  - Miracle au village (The Miracle of Morgan's Creek) – Preston Sturges
  - Deux Jeunes Filles et un marin (Two Girls and a Sailor) – Richard Connell et Gladys Lehman
  - Le Porte-avions X (Wing and a Prayer) – Jerome Cady
- 1946 : Marie-Louise – Richard Schweizer
  - Dillinger, l'ennemi public n° 1 (Dillinger) – Philip Yordan
  - Tendre symphonie (Music for Millions) – Myles Connolly
  - Sa dernière course (Salty O'Rourke) – Milton Holmes
  - What Next, Corporal Hargrove? – Harry Kurnitz
- 1947 : Le Septième Voile (The Seventh Veil) – Muriel Box et Sydney Box
  - Le Dahlia bleu (The Blue Dahlia) – Raymond Chandler
  - Les Enfants du paradis – Jacques Prévert
  - Les Enchaînés (Notorious) – Ben Hecht
  - En route vers l'Alaska (Road to Utopia) – Norman Panama et Melvin Frank
- 1948 : Deux sœurs vivaient en paix (The Bachelor and the Bobby-Soxer) – Sidney Sheldon
  - Sang et Or (Body and Soul) – Abraham Polonsky
  - Othello (A Double Life) – Ruth Gordon et Garson Kanin
  - Monsieur Verdoux – Charles Chaplin
  - Sciuscià – Sergio Amidei, Adolfo Franci, Cesare Giulio Viola et Cesare Zavattini
- 1949 : Aucune récompense

### Années 1950
- 1950 : Bastogne (Battleground) – Robert Pirosh
  - Je chante pour vous (Jolson Sings Again) – Sidney Buchman
  - Païsa (Paisà) – Alfred Hayes, Federico Fellini, Sergio Amidei, Marcello Pagliero et Roberto Rossellini
  - Passeport pour Pimlico (Passport to Pimlico) – T. E. B. Clarke
  - The Quiet One – Helen Levitt, Janice Loeb et Sidney Meyers
- 1951 : Boulevard du crépuscule (Sunset Boulevard) – Charles Brackett, D.M. Marshman Jr. et Billy Wilder
  - Madame porte la culotte (Adam's Rib) – Ruth Gordon et Garson Kanin
  - Femmes en cage (Caged) – Virginia Kellogg et Bernard C. Schoenfeld
  - C'étaient des hommes (The Men) – Carl Foreman
  - La porte s'ouvre (No Way Out) – Joseph L. Mankiewicz et Lesser Samuels
- 1952 : Un Américain à Paris (An American in Paris) – Alan Jay Lerner
  - Le Gouffre aux chimères (Ace in the Hole) – Billy Wilder, Lesser Samuels et Walter Newman
  - David et Bethsabée (David and Bathsheba) – Philip Dunne
  - Tout ou rien (Go for Broke!) – Robert Pirosh
  - Le Puits (The Well) – Clarence Greene et Russell Rouse
- 1953 : De l'or en barres (The Lavender Hill Mob) – T.E.B. Clarke
  - Le Vol du secret de l'atome (The Atomic City) – Sydney Boehm
  - Le Mur du son (The Sound Barrier) – Terence Rattigan
  - Mademoiselle Gagne-Tout (Pat and Mike) – Ruth Gordon et Garson Kanin
  - Viva Zapata ! (Viva Zapata!) – John Steinbeck
- 1954 : Titanic – Charles Brackett, Richard Breen et Walter Reisch
  - Tous en scène (The Band Wagon) – Betty Comden et Adolph Green
  - Les Rats du désert (The Desert Rats) – Richard Murphy
  - L'Appât (The Naked Spur) – Sam Rolfe et Harold Jack Bloom
  - Sergent la Terreur (Take the High Ground!) – Millard Kaufman
- 1955 : Sur les quais (On the Waterfront) – Budd Schulberg
  - La Comtesse aux pieds nus (The Barefoot Contessa) – Joseph L. Mankiewicz
  - Geneviève – William Rose
  - Romance inachevée (The Glenn Miller Story) – Valentine Davies et Oscar Brodney
  - Un grain de folie (Knock on Wood) – Norman Panama et Melvin Frank
- 1956 : Mélodie interrompue (Interrupted Melody) – Sonya Levien et William Ludwig
  - Condamné au silence (The Court-Martial of Billy Mitchell) – Milton Sperling et Emmet Lavery
  - Beau fixe sur New York (It's Always Fair Weather) – Betty Comden et Adolph Green
  - Les Vacances de monsieur Hulot – Jacques Tati et Henri Marquet
  - Mes sept petits chenapans (The Seven Little Foys) – Melville Shavelson et Jack Rose
- 1957 : Le Ballon rouge (The Red Balloon) – Albert Lamorisse
  - Le Brave et le Téméraire (The Bold and the Brave) – Robert Lewin
  - Le Diabolique M. Benton (Julie) – Andrew L. Stone
  - La strada – Federico Fellini et Tullio Pinelli
  - Tueurs de dames (The Ladykillers) – William Rose

En 1958 : fusion avec l'Oscar de la meilleure histoire originale.
- 1958 : La Femme modèle (Designing Women) – George Wells
  - Drôle de frimousse (Funny Face) – Leonard Gershe
  - L'Homme aux mille visages (Man of a Thousand Faces) – Ralph Wheelwright, R. Wright Campbell, Ivan Goff et Ben Roberts
  - Du sang dans le désert (The Tin Star) – Barney Slater, Joel Kane et Dudley Nichols
  - Les Vitelloni (I vitelloni) – Federico Fellini, Ennio Flaiano et Tullio Pinelli
- 1959 : La Chaîne (The Defiant Ones) – Nedrick Young[2] et Harold Jacob Smith
  - La Déesse (The Goddess) – Paddy Chayefsky
  - La Péniche du bonheur (Houseboat) – Melville Shavelson et Jack Rose
  - La Vallée de la poudre (The Sheepman) – James Edward Grant et William Bowers
  - Le Chouchou du professeur (Teacher's Pet) – Fay Kanin et Michael Kanin

### Années 1960
- 1960 : Confidences sur l'oreiller (Pillow Talk) – Clarence Greene, Maurice Richlin, Russell Rouse et Stanley Shapiro
  - Les Quatre Cents Coups – François Truffaut et Marcel Moussy
  - La Mort aux trousses (North by Northwest) – Ernest Lehman
  - Opération jupons (Operation Petticoat) – Paul King, Joseph Stone, Stanley Shapiro et Maurice Richlin
  - Les Fraises sauvages (Smultronstället) – Ingmar Bergman
- 1961 : La Garçonnière (The Apartment) – I.A.L. Diamond et Billy Wilder
  - Le Silence de la colère (The Angry Silence) – Bryan Forbes, Richard Gregson et Michael Craig
  - Voulez-vous pêcher avec moi ? (The Facts of Life) – Norman Panama et Melvin Frank
  - Hiroshima mon amour – Marguerite Duras
  - Jamais le dimanche (Ποτέ Την Κυριακή) – Jules Dassin
- 1962 : La Fièvre dans le sang (Splendor in the Grass) – William Inge
  - La Ballade du soldat (Баллада о солдате) – Valentin Yoshov et Grigori Chukhrai
  - La dolce vita – Federico Fellini, Tullio Pinelli, Ennio Flaiano et Brunello Rondi
  - Le Général Della Rovere (Il generale della Rovere) – Sergio Amidei, Diego Fabbri et Indro Montanelli
  - Un pyjama pour deux (Lover Come Back) – Stanley Shapiro et Paul Henning
- 1963 : Divorce à l'italienne (Divorzio all'italiana) – Ennio De Concini, Pietro Germi et Alfredo Giannetti
  - Freud, passions secrètes (Freud: The Secret Passion) – Charles Kaufman et Wolfgang Reinhardt
  - L'Année dernière à Marienbad – Alain Robbe-Grillet
  - Un soupçon de vison (That Touch of Mink) – Stanley Shapiro et Nate Monaster
  - À travers le miroir (Såsom i en spegel) – Ingmar Bergman
- 1964 : La Conquête de l'Ouest (How the West Was Won) – James Webb
  - Huit et demi (Otto e mezzo) – Federico Fellini, Ennio Flaiano, Tullio Pinelli et Brunello Rondi
  - America, America – Elia Kazan
  - La Bataille de Naples (Le Quattro giornate di Napoli) – Pasquale Festa Campanile, Massimo Franciosa, Nanni Loy, Vasco Pratolini et Carlo Bernari
  - Une certaine rencontre (Love with the Proper Stranger) – Arnold Schulman
- 1965 : Grand méchant loup appelle (Father Goose) – Peter Stone et Frank Tarloff (scénario), S. H. Barnett (histoire)
  - A Hard Day's Night – Alun Owen
  - One Potato, Two Potato – Raphael Hayes et Orville H. Hampton
  - Les Camarades (I compagni) – Age, Scarpelli et Mario Monicelli
  - L'Homme de Rio – Jean-Paul Rappeneau, Ariane Mnouchkine, Daniel Boulanger et Philippe de Broca
- 1966 : Darling chérie – Frederic Raphael
  - Casanova '70 – Age, Scarpelli, Mario Monicelli, Tonino Guerra, Giorgio Salvioni et Suso Cecchi D'Amico
  - Ces merveilleux fous volants dans leurs drôles de machines (Those Magnificent Men in their Flying Machines) – Jack Davies et Ken Annakin
  - Le Train (The Train) – Franklin Coen et Frank Davis
  - Les Parapluies de Cherbourg – Jacques Demy
- 1967 : Un homme et une femme – Claude Lelouch et Pierre Uytterhoeven
  - Blow-Up – Michelangelo Antonioni, Tonino Guerra et Edward Bond
  - La Grande Combine (The Fortune Cookie) – Billy Wilder et I.A.L. Diamond
  - Khartoum – Robert Ardrey
  - La Proie nue (The Naked Prey) – Clint Johnston et Don Peters
- 1968 : Devine qui vient dîner ? (Guess Who's Coming to Dinner) – William Rose
  - Bonnie et Clyde (Bonnie and Clyde) – David Newman et Robert Benton
  - Divorce à l'américaine (Divorce American Style) – Robert Kaufman et Norman Lear
  - La guerre est finie – Jorge Semprún
  - Voyage à deux (Two for the Road) – Frederic Raphael
- 1969 : Les Producteurs (The Producers) – Mel Brooks
  - 2001, l'Odyssée de l'espace (2001: A Space Odyssey) – Stanley Kubrick et Arthur C. Clarke
  - La Bataille d'Alger (La Battaglia di Algeri ou معركة الجزائر) – Franco Solinas et Gillo Pontecorvo
  - Faces – John Cassavetes
  - Chauds, les millions (Hot Millions) – Ira Wallach et Peter Ustinov

### Années 1970
- 1970 : Butch Cassidy et le Kid (Butch Cassidy and the Sundance Kid) – William Goldman
  - Bob et Carole et Ted et Alice (Bob & Carol & Ted & Alice) – Paul Mazursky et Larry Tucker
  - Les Damnés (La caduta degli dei) – Nicola Badalucco, Enrico Medioli et Luchino Visconti
  - Easy Rider – Peter Fonda, Dennis Hopper et Terry Southern
  - La Horde sauvage (The Wild Bunch) – Walon Green, Roy N. Sickner et Sam Peckinpah
- 1971 : Patton – Francis Ford Coppola et Edmund H. North
  - Cinq pièces faciles (Five Easy Pieces) – Bob Rafelson et Carole Eastman (sous le nom de "Adrien Joyce")
  - Joe – Norman Wexler
  - Love Story – Erich Segal
  - Ma nuit chez Maud – Éric Rohmer
- 1972 : L'Hôpital (The Hospital) – Paddy Chayefsky
  - Enquête sur un citoyen au-dessus de tout soupçon (Indagine su un cittadino al di sopra di ogni sospetto) – Elio Petri et Ugo Pirro
  - Klute – Andy Lewis et David E. Lewis
  - Un été 42 (Summer of '42) – Herman Raucher
  - Un dimanche comme les autres (Sunday Bloody Sunday) – Penelope Gilliatt
- 1973 : Votez Mc Kay (The Candidate) – Jeremy Larner
  - Le Charme discret de la bourgeoisie – Luis Buñuel et Jean-Claude Carrière
  - Lady Sings the Blues – Terence McCloy, Chris Clark et Suzanne de Passe
  - Le Souffle au cœur – Louis Malle
  - Les Griffes du lion (Young Winston) – Carl Foreman
- 1974 : L'Arnaque (The Sting) – David S. Ward
  - American Graffiti – George Lucas, Gloria Katz et Willard Huyck
  - Cris et Chuchotements (Viskningar och rop) – Ingmar Bergman
  - Sauvez le tigre (Save the Tiger) – Steve Shagan
  - Une maîtresse dans les bras, une femme sur le dos (A Touch of Class) – Melvin Frank et Jack Rose
- 1975 : Chinatown – Robert Towne
  - Alice n'est plus ici (Alice Doesn't Live Here Anymore) – Robert Getchell
  - Conversation secrète (The Conversation) – Francis Ford Coppola
  - La Nuit américaine – François Truffaut, Jean-Louis Richard et Suzanne Schiffman
  - Harry et Tonto (Harry and Tonto) – Paul Mazursky et Josh Greenfeld
- 1976 : Un après-midi de chien (Dog Day Afternoon) – Frank Pierson
  - Amarcord – Federico Fellini et Tonino Guerra
  - Toute une vie – Claude Lelouch et Pierre Uytterhoeven
  - Lies My Father Told Me – Ted Allan
  - Shampoo – Robert Towne et Warren Beatty
- 1977 : Network – Paddy Chayefsky
  - Cousin, cousine – Jean-Charles Tacchella et Daniele Thompson
  - Le Prête-nom (The Front) – Walter Bernstein
  - Rocky – Sylvester Stallone
  - Pasqualino (Pasqualino Settebellezze) – Lina Wertmüller
- 1978 : Annie Hall – Woody Allen et Marshall Brickman
  - Adieu, je reste (The Goodbye Girl) – Neil Simon
  - Le chat connaît l'assassin (The Late Show) – Robert Benton
  - Star Wars, épisode IV : Un nouvel espoir (Star Wars Episode IV: A New Hope) – George Lucas
  - Le Tournant de la vie (The Turning Point) – Arthur Laurents
- 1979 : Le Retour (Coming Home) – Robert C. Jones et Waldo Salt
  - Sonate d'automne (Höstsonaten) – Ingmar Bergman
  - Voyage au bout de l'enfer (The Deer Hunter) – Deric Washburn (scénario), d'après une histoire de Michael Cimino, Deric Washburn, Louis Garfinkle et Quinn K. Redeker
  - Intérieurs (Interiors) – Woody Allen
  - Une femme libre (An Unmarried Woman) – Paul Mazursky

### Années 1980
- 1980 : La Bande des quatre (Breaking Away) – Steve Tesich
  - Que le spectacle commence (All That Jazz) – Robert Alan Aurthur (à titre posthume) et Bob Fosse
  - Justice pour tous (...And Justice For All) – Valerie Curtin et Barry Levinson
  - Le Syndrome chinois (The China Syndrome) – Mike Gray, T. S. Cook et James Bridges
  - Manhattan – Woody Allen et Marshall Brickman
- 1981 : Melvin and Howard – Bo Goldman
  - Brubaker – W.D. Richter et Arthur A. Ross
  - Fame – Christopher Gore
  - Mon oncle d'Amérique – Jean Gruault et Henri Laborit
  - La Bidasse (Private Benjamin) – Nancy Meyers, Charles Shyer et Harvey Miller
- 1982 : Les Chariots de feu (Chariots of Fire) – Colin Welland
  - Absence de malice (Absence of Malice) – Kurt Luedtke
  - Arthur – Steve Gordon
  - Atlantic City – John Guare
  - Reds – Warren Beatty et Trevor Griffiths
- 1983 : Gandhi – John Briley
  - Diner – Barry Levinson
  - E.T. l'extra-terrestre (E.T. the Extra-Terrestrial) – Melissa Mathison
  - Officier et Gentleman (An Officer and a Gentleman) – Douglas Day Stewart
  - Tootsie – Larry Gelbart, Murray Schisgal et Don McGuire
- 1984 : Tendre Bonheur (Tender Mercies) – Horton Foote
  - Les Copains d'abord (The Big Chill) – Lawrence Kasdan et Barbara Benedek
  - Fanny et Alexandre (Fanny och Alexander) – Ingmar Bergman
  - Le Mystère Silkwood (Silkwood) – Nora Ephron et Alice Arlen
  - WarGames – Lawrence Lasker et Walter F. Parkes
- 1985 : Les Saisons du cœur (Places in the Heart) – Robert Benton
  - Broadway Danny Rose – Woody Allen
  - El Norte – Gregory Nava et Anna Thomas
  - Le Flic de Beverly Hills (Beverly Hills Cop) – Daniel Petrie Jr. et Danilo Bach
  - Splash – Lowell Ganz, Babaloo Mandel, Bruce Jay Friedman et Brian Grazer
- 1986 : Witness – William Kelley, Pamela Wallace et Earl W. Wallace
  - Retour vers le futur (Back to the Future) – Robert Zemeckis et Bob Gale
  - Brazil – Terry Gilliam, Tom Stoppard et Charles McKeown
  - L'Histoire officielle (La historia oficial) – Luis Puenzo et Aída Bortnik
  - La Rose pourpre du Caire (The Purple Rose of Cairo) – Woody Allen
- 1987 : Hannah et ses sœurs (Hannah and Her Sisters) – Woody Allen
  - Crocodile Dundee ("Crocodile" Dundee) – Paul Hogan, Ken Shadie et John Cornell
  - My Beautiful Laundrette – Hanif Kureishi
  - Platoon – Oliver Stone
  - Salvador – Oliver Stone et Richard Boyle
- 1988 : Éclair de lune (Moonstruck) – John Shanley
  - Au revoir les enfants – Louis Malle
  - Broadcast News – James L. Brooks
  - Hope and Glory – John Boorman
  - Radio Days – Woody Allen
- 1989 : Rain Man – Ronald Bass et Barry Morrow
  - À bout de course (Running on Empty) – Naomi Foner
  - Big – Gary Ross et Anne Spielberg
  - Duo à trois (Bull Durham) – Ron Shelton
  - Un poisson nommé Wanda (A Fish Called Wanda) – John Cleese et Charles Crichton

### Années 1990
- 1990 : Le Cercle des poètes disparus (Dead Poets Society) – Tom Schulman
  - Crimes et Délits (Crimes and Misdemeanors) – Woody Allen
  - Do the Right Thing – Spike Lee
  - Quand Harry rencontre Sally (When Harry Met Sally...) – Nora Ephron
  - Sexe, Mensonges et Vidéo (Sex, Lies, and Videotape) – Steven Soderbergh
- 1991 : Ghost – Bruce Rubin
  - Alice – Woody Allen
  - Avalon – Barry Levinson
  - Green Card – Peter Weir
  - Metropolitan – Whit Stillman
- 1992 : Thelma et Louise (Thelma and Louise) – Callie Khouri
  - Boyz N the Hood – John Singleton
  - Bugsy – James Toback
  - Grand Canyon – Lawrence Kasdan et Meg Kasdan
  - Le Roi Pêcheur (The Fisher King) – Richard LaGravenese
- 1993 : The Crying Game – Neil Jordan
  - Impitoyable (Unforgiven) – David Webb Peoples
  - Lorenzo (Lorenzo's Oil) – Nick Enright et George Miller
  - Maris et Femmes (Husbands and Wives) – Woody Allen
  - Passion Fish – John Sayles
- 1994 : La Leçon de piano (The Piano) – Jane Campion
  - Dans la ligne de mire (In the Line of Fire) – Jeff Maguire
  - Philadelphia – Ron Nyswaner
  - Président d'un jour (Dave) – Gary Ross
  - Nuits blanches à Seattle (Sleepless in Seattle) – Jeff Arch, Nora Ephron et David S. Ward
- 1995 : Pulp Fiction – Roger Avary et Quentin Tarantino
  - Coups de feu sur Broadway (Bullets Over Broadway) – Woody Allen et Douglas McGrath
  - Créatures célestes (Heavenly Creatures) – Peter Jackson et Fran Walsh
  - Quatre mariages et un enterrement (Four Weddings and a Funeral) – Richard Curtis
  - Trois Couleurs : Rouge – Krzysztof Kieślowski et Krzysztof Piesiewicz
- 1996 : Usual Suspects (The Usual Suspects) – Christopher McQuarrie
  - Braveheart – Randall Wallace
  - Maudite Aphrodite (Mighty Aphrodite) – Woody Allen
  - Nixon – Stephen J. Rivele, Christopher Wilkinson et Oliver Stone
  - Toy Story – Joss Whedon, Andrew Stanton, Joel Cohen, Alec Sokolow, John Lasseter, Pete Docter et Joe Ranft
- 1997 : Fargo – Joel et Ethan Coen
  - Jerry Maguire – Cameron Crowe
  - Lone Star – John Sayles
  - Secrets et Mensonges (Secrets & Lies) – Mike Leigh
  - Shine – Jan Sardi et Scott Hicks
- 1998 : Will Hunting (Good Will Hunting) – Ben Affleck et Matt Damon
  - Boogie Nights – Paul Thomas Anderson
  - The Full Monty - Le Grand Jeu (The Full Monty) – Simon Beaufoy
  - Harry dans tous ses états – Woody Allen
  - Pour le pire et pour le meilleur (As Good as It Gets) – Mark Andrus et James L. Brooks
- 1999 : Shakespeare in Love – Marc Norman et Tom Stoppard
  - Bulworth – Warren Beatty et Jeremy Pikser
  - Il faut sauver le soldat Ryan (Saving Private Ryan) – Robert Rodat
  - The Truman Show – Andrew Niccol
  - La vie est belle (La vita è bella) – Roberto Benigni et Vincenzo Cerami

### Années 2000
- 2000[3] : American Beauty – Alan Ball
  - Dans la peau de John Malkovich (Being John Malkovich) – Charlie Kaufman
  - Magnolia – Paul Thomas Anderson
  - Sixième Sens (The Sixth Sense) – M. Night Shyamalan
  - Topsy-Turvy – Mike Leigh
- 2001[4] : Presque célèbre (Almost Famous) – Cameron Crowe
  - Billy Elliot – Lee Hall
  - Erin Brockovich, seule contre tous (Erin Brockovich) – Susannah Grant
  - Gladiator – David Franzoni, John Logan et William Nicholson
  - Tu peux compter sur moi (You Can Count on Me) – Kenneth Lonergan
- 2002[5] : Gosford Park – Julian Fellowes
  - La Famille Tenenbaum (The Royal Tenenbaums) – Wes Anderson et Owen Wilson
  - Le Fabuleux Destin d'Amélie Poulain – Jean-Pierre Jeunet et Guillaume Laurant
  - Memento – Jonathan Nolan et Christopher Nolan
  - À l'ombre de la haine (Monster's Ball) – Milo Addica et Will Rokos
- 2003[6] : Parle avec elle (Hable con ella) – Pedro Almodóvar
  - Loin du paradis (Far from Heaven) – Todd Haynes
  - Gangs of New York – Jay Cocks, Steven Zaillian et Kenneth Lonergan
  - Mariage à la grecque (My Big Fat Greek Wedding) – Nia Vardalos
  - Y tu mamá también – Carlos Cuarón et Alfonso Cuarón
- 2004[7] : Lost in Translation – Sofia Coppola
  - Les Invasions barbares – Denys Arcand
  - Dirty Pretty Things – Steven Knight
  - Le Monde de Nemo (Finding Nemo) – Andrew Stanton, Bob Peterson et David Reynolds
  - In America – Jim Sheridan, Naomi Sheridan et Kirsten Sheridan
- 2005[8] : Eternal Sunshine of the Spotless Mind – Charlie Kaufman, Pierre Bismuth et Michel Gondry
  - Aviator (The Aviator) – John Logan
  - Hotel Rwanda – Keir Pearson et Terry George
  - Les Indestructibles – Brad Bird
  - Vera Drake – Mike Leigh
- 2006[9] : Collision (Crash) – Paul Haggis et Bobby Moresco
  - Good Night and Good Luck – George Clooney et Grant Heslov
  - Match Point – Woody Allen
  - Les Berkman se séparent (The Squid and the Whale) – Noah Baumbach
  - Syriana – Stephen Gaghan
- 2007[10] : Little Miss Sunshine — Michael Arndt
  - Babel — Guillermo Arriaga
  - Lettres d'Iwo Jima (Letters from Iwo Jima) — Iris Yamashita (histoire coécrite avec Paul Haggis)
  - Le Labyrinthe de Pan — Guillermo del Toro
  - The Queen — Peter Morgan
- 2008[11] : Juno – Diablo Cody
  - Une fiancée pas comme les autres (Lars and the Real Girl) – Nancy Oliver
  - Michael Clayton – Tony Gilroy
  - Ratatouille – Brad Bird, Jan Pinkava et Jim Capobianco
  - La Famille Savage (The Savages) – Tamara Jenkins
- 2009[12] : Harvey Milk (Milk) – Dustin Lance Black
  - WALL-E – Andrew Stanton, Jim Reardon et Pete Docter
  - Be Happy (Happy-Go-Lucky) – Mike Leigh
  - Frozen River – Courtney Hunt
  - Bons baisers de Bruges (In Bruges) – Martin McDonagh

### Années 2010
- 2010[13] : Démineurs (The Hurt Locker) – Mark Boal
  - Inglourious Basterds – Quentin Tarantino
  - The Messenger – Alessandro Camon et Oren Moverman
  - A Serious Man – Joel et Ethan Coen
  - Là-haut (Up) – Pete Docter et Bob Peterson
- 2011[14] : Le Discours d'un roi (The King's Speech) – David Seidler
  - Another Year – Mike Leigh
  - The Fighter – Scott Silver, Paul Tamasy et Eric Johnson
  - Inception – Christopher Nolan
  - Tout va bien, The Kids Are All Right (The Kids Are All Right) – Lisa Cholodenko et Stuart Blumberg
- 2012 : Minuit à Paris (Midnight in Paris) – Woody Allen
  - The Artist – Michel Hazanavicius
  - Mes meilleures amies (Bridesmaids) – Kristen Wiig et Annie Mumolo
  - Margin Call – J. C. Chandor
  - Une séparation (جدایی نادر از سیمین) – Asghar Farhadi
- 2013 : Django Unchained – Quentin Tarantino
  - Amour – Michael Haneke
  - Flight – John Gatins
  - Moonrise Kingdom – Roman Coppola et Wes Anderson
  - Zero Dark Thirty – Mark Boal
- 2014 : Her – Spike Jonze
  - American Bluff (American Hustle) – Eric Singer et David O. Russell
  - Blue Jasmine – Woody Allen
  - Dallas Buyers Club – Craig Borten et Melisa Wallack
  - Nebraska – Bob Nelson
- 2015 : Birdman – Alejandro González Iñárritu, Nicolás Giacobone, Alexander Dinelaris, Jr. et Armando Bo
  - Boyhood – Richard Linklater
  - Foxcatcher – E. Max Frye et Dan Futterman
  - The Grand Budapest Hotel – Wes Anderson et Hugo Guinness
  - Night Call (Nightcrawler) – Dan Gilroy
- 2016 : Spotlight – Josh Singer et Tom McCarthy
  - Ex Machina – Alex Garland
  - NWA : Straight Outta Compton (Straight Outta Compton) – Jonathan Herman, Andrea Berloff, S. Leigh Savidge et Alan Wenkus (en)
  - Le Pont des espions (Bridge of Spies) – Matt Charman (en), Joel et Ethan Coen
  - Vice-versa (Inside Out) – Pete Docter, Meg LeFauve (en), Josh Cooley et Ronnie del Carmen
- 2017 : Manchester by the Sea – Kenneth Lonergan
  - Comancheria (Hell or High Water) – Taylor Sheridan
  - La La Land – Damien Chazelle
  - The Lobster – Yórgos Lánthimos et Efthimis Fillippou
  - 20th Century Women – Mike Mills
- 2018 : Get Out – Jordan Peele
  - The Big Sick - Emily V. Gordon et Kumail Nanjiani
  - Lady Bird – Greta Gerwig
  - La Forme de l'eau – Guillermo del Toro et Vanessa Taylor
  - Trois Billboards : Les Panneaux de la vengeance – Martin McDonagh
- 2019 : Green Book : Sur les routes du sud - Nick Vallelonga, Brian Currie et Peter Farrelly
  - La Favorite - Deborah Davis et Tony McNamara
  - Sur le chemin de la rédemption - Paul Schrader
  - Roma - Alfonso Cuarón
  - Vice - Adam McKay

### Années 2020
- 2020 : Bong Joon-ho et Han Jin Won pour Parasite
  - 1917 – Sam Mendes et Krysty Wilson-Cains
  - À couteaux tirés (Knives Out) – Rian Johnson
  - Marriage Story – Noah Baumbach
  - Once Upon a Time in Hollywood – Quentin Tarantino
- 2021 : Emerald Fennell pour Promising Young Woman
  - Judas and the Black Messiah – Will Berson et Shaka King
  - Les Sept de Chicago – Aaron Sorkin
  - Minari – Lee Isaac Chung
  - Sound of Metal – Darius Marder et Abraham Marder
- 2022 : Kenneth Branagh pour Belfast
  - Don't Look Up : Déni cosmique – Adam McKay
  - Julie (en 12 chapitres) (Verdens Verste Menneske) – Eskil Vogt et Joachim Trier
  - La Méthode Williams (King Richard) – Zach Baylin
  - Licorice Pizza – Paul Thomas Anderson
- 2023 : Daniels pour Everything Everywhere All at Once
  - Les Banshees d'Inisherin – Martin McDonagh
  - Sans filtre (Triangle of Sadness) – Ruben Östlund
  - Tár – Todd Field
  - The Fabelmans – Tony Kushner et Steven Spielberg
- 2024 : Justine Triet et Arthur Harari pour Anatomie d'une chute
  - Winter Break (The Holdovers) de David Hemingson
  - Maestro de Bradley Cooper et Josh Singer
  - May December de Samy Burch et Alex Mechanik
  - Past Lives - Nos vies d'avant (Past Lives) de Celine Song

- 2025 : Sean Baker pour Anora
  - The Brutalist – Brady Corbet et Mona Fastvold
  - A Real Pain – Jesse Eisenberg
  - 5 septembre (September 5) – Tim Fehlbaum, Moritz Binder et Alex David
  - The Substance – Coralie Fargeat

## Commentaire
Woody Allen détient à la fois le record du nombre de récompenses dans cette catégorie (3) et celui du plus grand nombre de nominations (16).
En 2024, Justine Triet devient la première femme française à remporter la récompense.